# Jordi Samsó Huerta
Jordi Samsó Huerta   (Barcelona, 1961) és un jurista català i professor de l'Escola de Policia de Catalunya des de 1995. També és exdirector dels Mossos d'Esquadra.
Llicenciat en Dret per la Universitat de Barcelona i diplomat en Funció Pública Gerencial per ESADE, va ser director general d'Execució Penal a la Comunitat i de Justícia Juvenil i director general de Seguretat Ciutadana. Des de 1995, Samsó és professor i coordinador de sistemes de Seguretat i funció Pública de l'Escola de Policia de Catalunya i ha estat director de l'Escola de Policia de Mataró i cap d'Àrea de Serveis de Ciutat, Seguretat Ciutadana i Medi Ambient de l'Ajuntament de Sant Boi de Llobregat. El juliol del 2015 va ser nomenat gerent de Seguretat i Prevenció de l'Ajuntament de Barcelona i el mateix mes del 2019 va ser destituït i succeït per Maite Casado.